# 伊丽莎白·萨马拉
伊丽莎白·萨马拉（羅馬尼亞語：Elizabeta Samara，1989年4月15日—），出生于康斯坦察，罗马尼亚女子乒乓球运动员。她曾获得7枚欧洲乒乓球锦标赛金牌。她也曾参加2008年、2012年和2016年三届夏季奥运。